# Bordesholm
Bordesholm (auch Bardesholm (1302), von mittelniederdeutsch Bard = „Ufer“ und Holm =  „Insel“) ist eine Gemeinde des Amtes Bordesholm im Kreis Rendsburg-Eckernförde in Schleswig-Holstein. Bekannt ist der Ort durch den Bordesholmer Altar und die gleichnamige Marienklage. Nach dem Ort ist zudem ein Autobahndreieck benannt, an dem seit den 1970er Jahren die Bundesautobahn 215 von der Bundesautobahn 7 in Richtung Kiel abzweigt.

## Geographie

### Geographische Lage
Das Gemeindegebiet von Bordesholm erstreckt sich westlich von dem in der Nachbargemeinde Wattenbek nach Nordwesten einschwenkenden Flusslauf der Eider im nordwestlichen Teilbereich der naturräumlichen Haupteinheit Ostholsteinisches Hügel- und Seenland (Nr. 702) nördlich von  Neumünster. Im Südwesten von Bordesholm befindet sich der ca. 70 ha große und bis zu 8 m tiefe Bordesholmer See, sowie das 35 ha große NATURA 2000-Schutzgebiet FFH-Gebiet Wald am Bordesholmer See.

### Gemeindegliederung
Siedlungsgeographisch gliedert sich die Gemeinde in den Hauptort gleichen Namens und die Häusergruppen Dosenmoor, Eiderkampsweg, Neuer Haidkrug und Sudberg als weitere Wohnplätze. Außerdem liegen die Forsthaussiedlung Wildhof/Försterei und die Hofsiedlung Tegelhof im Gemeindegebiet.

### Nachbargemeinden
Unmittel angrenzende Gemeindegebiete von Bordesholm sind:
|          | Schmalstede, Reesdorf                       |           |
| Hoffeld  | Kompassrose, die auf Nachbargemeinden zeigt | Wattenbek |
| Mühbrook | Neumünster (Stadtteil Einfeld)              |           |

### Landschaft
Der Ortsteil Alt-Bordesholm um die Klosterkirche herum liegt auf einer ehemaligen Insel, der Klosterinsel. Umfangreiche Wasserstandssenkungen sowie bauliche Veränderungen (Parkplätze und Gebäude) haben dazu geführt, dass der Inselcharakter verloren ging und nur noch durch das die ehemalige Insel umgebende Feuchtgrünland angedeutet wird. Der Bordesholmer See (24 m ü. NN) prägt dennoch weiterhin den landschaftlichen Charakter des Ortes. Der Abfluss des Sees erfolgt über den Stintgraben und den Schmalsteder Mühlenteich in die Eider. Im Westen des Sees befindet sich ein rund 44,8 ha großer Laubmischwald (als „Wildhof“ bezeichnet) mit teils guten Beständen alter Eichen, die teilweise wegen Fledermausvorkommen unter besonderen Schutz gestellt wurden. In direkter Ufernähe befinden sich Feuchtwälder, geprägt durch Erlen, Eschen und Weiden. Am südlichen Ende des Sees befindet sich eine kaum einsehbare Bucht mit ausgedehnten Röhrichtbeständen und einem gut ausgeprägten Erlensumpf. Der abgeschiedenen Lage wegen wurde hier ein künstlicher Brutcontainer für den Eisvogel aufgestellt. Die Insel im Bordesholmer See dient Grau- und Kanadagänsen als Brutstätte.
Im Süden grenzt das Gemeindegebiet an das Dosenmoor, eines der besterhaltenen Hochmoore des Hügellandes. Umfangreiche Renaturierungsmaßnahmen sollen den Zustand langfristig verbessern. Ansonsten ist das Gemeindegebiet durch Siedlungen und intensive Landwirtschaft geprägt.
Sein Wappen hat Bordesholm der um die 670 Jahre alten Bordesholmer Linde zu verdanken, die sich in der Nähe der Klosterkirche befindet. Am 29. Mai 2018 brachen zwei große Stämme der Linde, da sie bereits seit Jahren vom Brandkrustenpilz befallen war, so dass lediglich noch ein Rest des Naturdenkmales verblieb.

## Geschichte

### Die Region von der Altsteinzeit bis zum Mittelalter

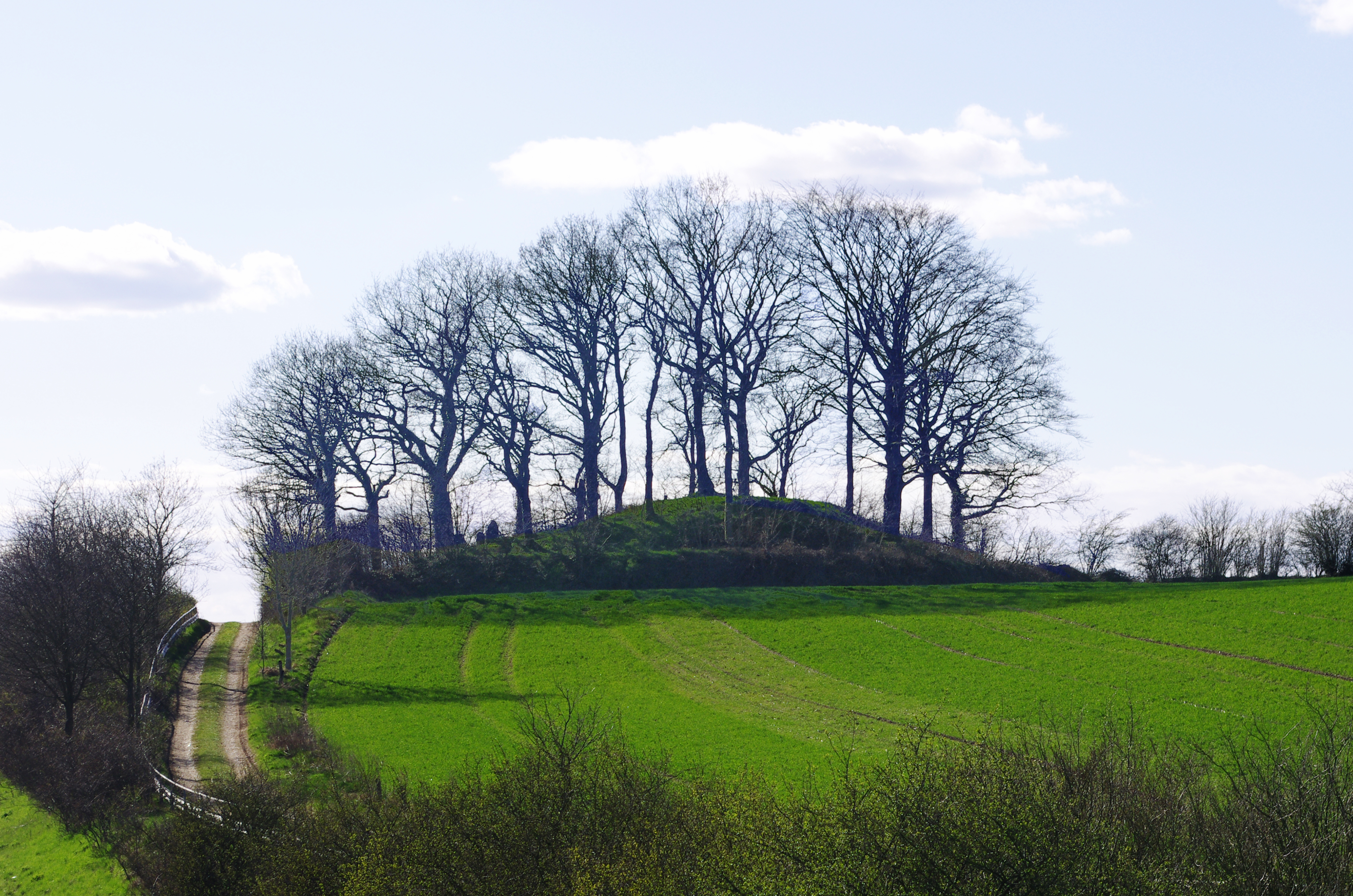
Der Brautberg an der Landesstraße 49 (Ansicht von Osten)

Eine Besiedelung im Raum Bordesholm lässt sich schon für die Altsteinzeit (9000 v. Chr.) nachweisen. Ab etwa 5000 v. Chr. wurden einzelne Gruppen an den Rändern der Sümpfe und Seen sesshaft. Auf der „Tannenbergskoppel“, dem Ausläufer eines Endmoränenzuges, wurden die Reste von vier Megalithanlagen gefunden. Die Anhöhe ist Nord-Süd orientiert, 400 m lang und 200 m breit und wird auf drei Seiten von sumpfigen Niederungen gesäumt, die früher einmal offene Gewässer waren. Am Nordrand der Tannenbergskoppel wurde auch ein neolithisches Flachgräberfeld der Trichterbecherkultur untersucht. Zu dieser Zeit wurden im Gebiet Waldflächen gerodet, Haustiere gezüchtet und Getreide angebaut. In der Bronzezeit fanden Bestattungen in großen Grabhügeln, unter anderem in dem noch existierenden Brautberg (etwa 1600 v. Chr.) einen Kilometer nördlich von Bordesholm, statt. Die stark bewaldete und wasserreiche Region blieb jedoch noch lange dünn besiedelt. Im Mittelalter um 850 kamen die in der Region ansässig gewordenen Holsten erstmals durch den Missionar Ansgar mit dem Christentum in Berührung. Eine systematische Verbreitung des christlichen Glaubens erfolgte die nächsten 300 Jahre nicht.

### Besiedelung durch Chorherren
Die Grundlage für die spätere Entstehung des Ortes wurde 1330 gelegt durch den Umzug des 1127 von Bischof Vicelin († 1154) gegründeten Augustiner-Chorherrenstifts von Neumünster auf eine Insel im damaligen Eidersteder See. 1475/76 entstand die Bordesholmer Marienklage, ein geistliches Spiel, das bis zur Reformation alljährlich in der Stiftskirche aufgeführt wurde; 1920 galt es Wolfgang Stammler als „das schönste Werk, welches die Marienverehrung im Mittelalter hervorgebracht hat“.  1490 hat sich das Stift der Reformbewegung der Devotio moderna angeschlossen und war der Windesheimer Kongregation beigetreten. Der Bau der noch heute vom Kloster Bordesholm erhaltenen Klosterkirche wurde 1309 begonnen und enthält u. a. das Grabmal der Herzogin Anna von Brandenburg (1487–1514) neben ihrem in der Stiftsschule von Bordesholm erzogenen Gatten Friedrich I. (1471–1533) und das Epitaph des Gelehrten Johann Daniel Major (1634–1693). Das Chorherrenstift wurde kultureller und wirtschaftlicher Mittelpunkt der Region zwischen Kiel und Neumünster.

### Das Herzoglich-Gottorfsche Amt
Im Zuge der Reformation wurde das Chorherrenstift im Jahr 1566 unter Herzog Hans dem Älteren geschlossen. Auf fast identischem Gebiet des Klosters entstand das weltliche Herzoglich-Gottorfsche Amt Bordesholm im Besitz der Gottorfer Herzöge. Als auch die Lateinschule, die in den Räumen des Klosters untergebracht war, 1665 für die Gründung der Christian-Albrechts-Universität zu Kiel aufgegeben wurde, verfielen die Kirche und die Wirtschaftsgebäude. Die Klosterbibliothek bildete dann den Grundstock der Universitätsbibliothek Kiel. Der Bordesholmer Altar von Hans Brüggemann wurde in den Schleswiger Dom überführt. Erste Erwähnung als eigenständige kommunale Verwaltungseinheit (Erbpachtdistrikt) erfolgt 1827.
Bordesholm gehörte von 1739 bis 1773 zum Großfürstlichen Anteil des Herzogtums Holstein und nach dem Vertrag von Zarskoje Selo bis 1864 zum dänischen Gesamtstaat. Durch den Ort führte die Altona-Kieler Chaussee. Diese ca. 94 km lange Landstraße wurde zwischen 1830 und 1832 vom damaligen Landesherrn, König Friedrich VI. von Dänemark, erbaut (Der Bordesholmer Abschnitt war später Teil der Reichsstraße 4, dann Bundesstraße 4, seit den 1990er Jahren Landesstraße 318). 1844 wurde ca. zwei Kilometer östlich vom damaligen Ortskern ein Bahnhof an der Strecke Hamburg-Altona–Kiel eröffnet. Der auf dem Eidersteder Gemeindegebiet befindliche Bahnhof hieß erst Bordesholm und wurde später in Bordesholm-Bahnhof umbenannt.

### Gründung der Gemeinde Bordesholm 1867
Nach dem Deutsch-Dänischen Krieg wurde Schleswig-Holstein zur preußischen Provinz Schleswig-Holstein im Norddeutschen Bund. Im Rahmen der preußischen Verwaltungsreform 1867 wurde das Amt aufgelöst und die neu geschaffene Gemeinde Bordesholm wurde erst Teil des Kreises Kiel (1867 bis 1883). Später wurde Bordesholm dann Amtssitz für den Landkreis Kiel (1883 bis 1907) und danach für den Kreis Bordesholm (1907 bis 1932). Von 1867 bis 1975 war es Sitz des Amtsgerichts Bordesholm.

### Zusammenschluss mit Eiderstede
1906 kam zur Gemeinde Bordesholm im Rahmen einer Vereinigung die bis dahin eigenständige Gemeinde Eiderstede hinzu. Eiderstede hatte damals 733 Einwohner und umfasste 544 Hektar Land, Bordesholm hatte 589 Einwohner und umfasste 279 Hektar Land.

### Bordesholm als amtsfreie Gemeinde

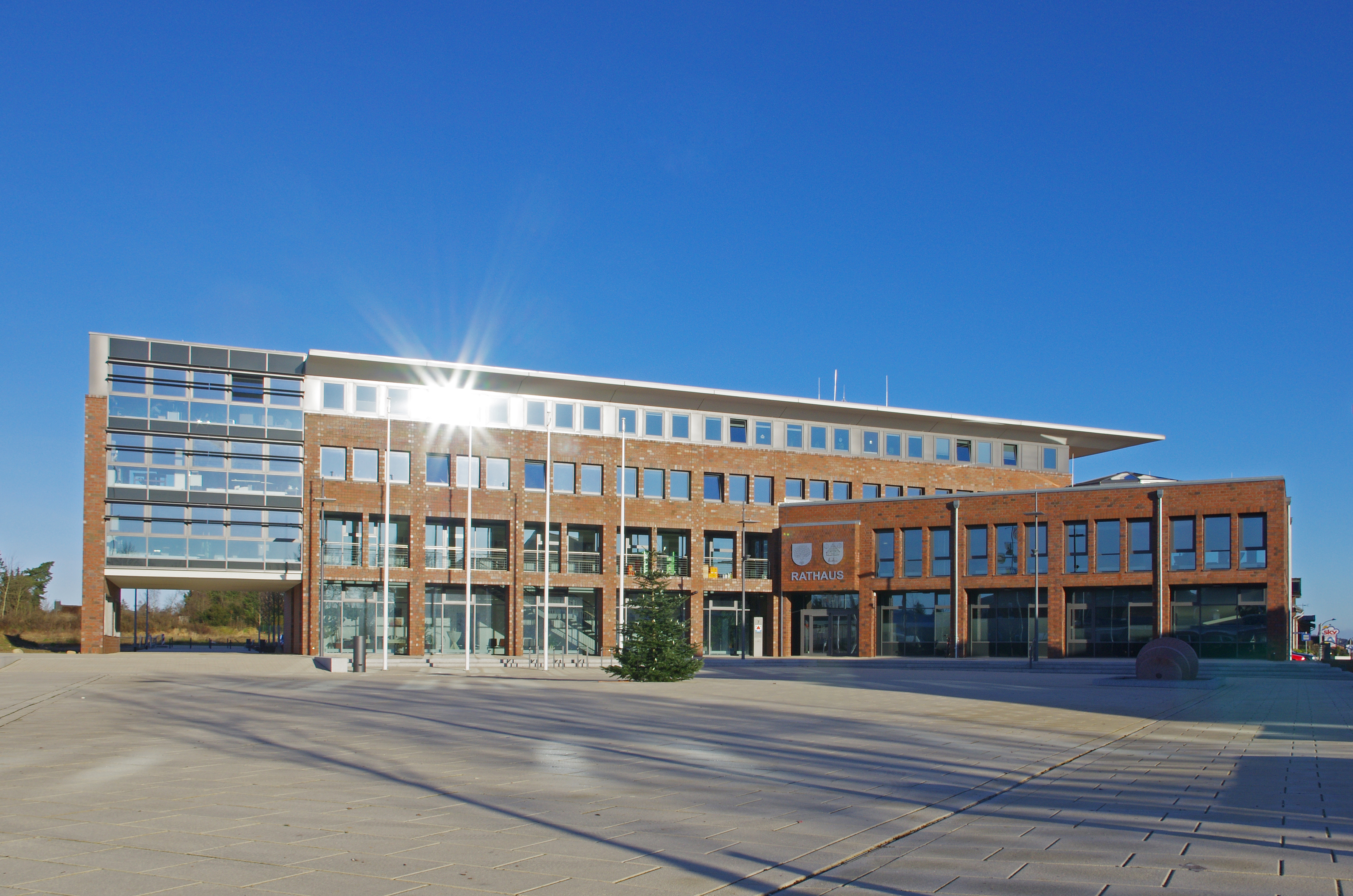
Rathaus der Gemeinde und des Amtes Bordesholm

Von 1973 bis 2010 befand sich das gemeinsame Verwaltungsgebäude für das Amt Bordesholm – Land und die Gemeinde Bordesholm am Marktplatz.:173
Das Rathaus am Marktplatz wurde im Laufe der Zeit zu klein. Anfang der 2000er Jahre begann mit der Neuschaffung des Ortszentrums „Mühlenhof“ die Entwicklung der Ortsmitte. Die Gemeinde Bordesholm kaufte im September 2006 das ehemalige „Wendeln Brot GmbH“-Gelände in der Nähe des Bahnhofs von der Firma Kamps. Die ehemalige Wendeln-Brotfabrik (Rix-Mühlenwerke) wurde abgerissen. An dieser Stelle entstand 2010 ein neues Rathaus an der Mühlenstraße für die Gemeinde und das neu geschaffene Amt.:174
Im Dezember 2012 erfolgte die Anerkennung als „Erholungsort“.

### Amtszugehörigkeit seit 2007
Am 1. Juli 2007 gab die Gemeinde ihre Amtsfreiheit auf und bildet seitdem mit den Gemeinden des bisherigen Amtes „Bordesholm-Land“ das Amt Bordesholm. Zu den amtsangehörigen Gemeinden zählen Bordesholm, Bissee, Brügge, Grevenkrug, Groß Buchwald, Hoffeld, Loop, Mühbrook, Negenharrie, Reesdorf, Sören, Schmalstede, Schönbek und Wattenbek.:174

## Politik

### Gemeindevertretung
Bei der Kommunalwahl am 14. Mai 2023 wurden insgesamt 19 Sitze vergeben. Die CDU erhielt dabei sechs Sitze, die Grünen und die SPD fünf Sitze und die Unabhängige Wählergemeinschaft Bordesholm drei Sitze.
Seit 1991 gibt es einen Seniorenbeirat, der aus sieben Mitgliedern besteht und von den älteren Einwohnern in einer Seniorenversammlung gewählt wird.

### Wappen
Blasonierung: „In Gold über blauem Wellenschildfuß, dieser belegt mit einer silbernen Lilie, eine wachsende grüne Linde.“

### Gemeindepartnerschaft
Seit 1993 besteht eine Gemeindepartnerschaft mit Ķekava in Lettland.

## Wirtschaft und Infrastruktur
Bordesholm ist ein Zentralort im Rang eines Unterzentrums in Schleswig-Holstein. Es bietet neben zahlreichen Einkaufsmöglichkeiten auch einen Agrarhandel für Futtermittel und Getreide sowie eine tierärztliche Praxis für landwirtschaftliche Nutztiere.

### Verkehr

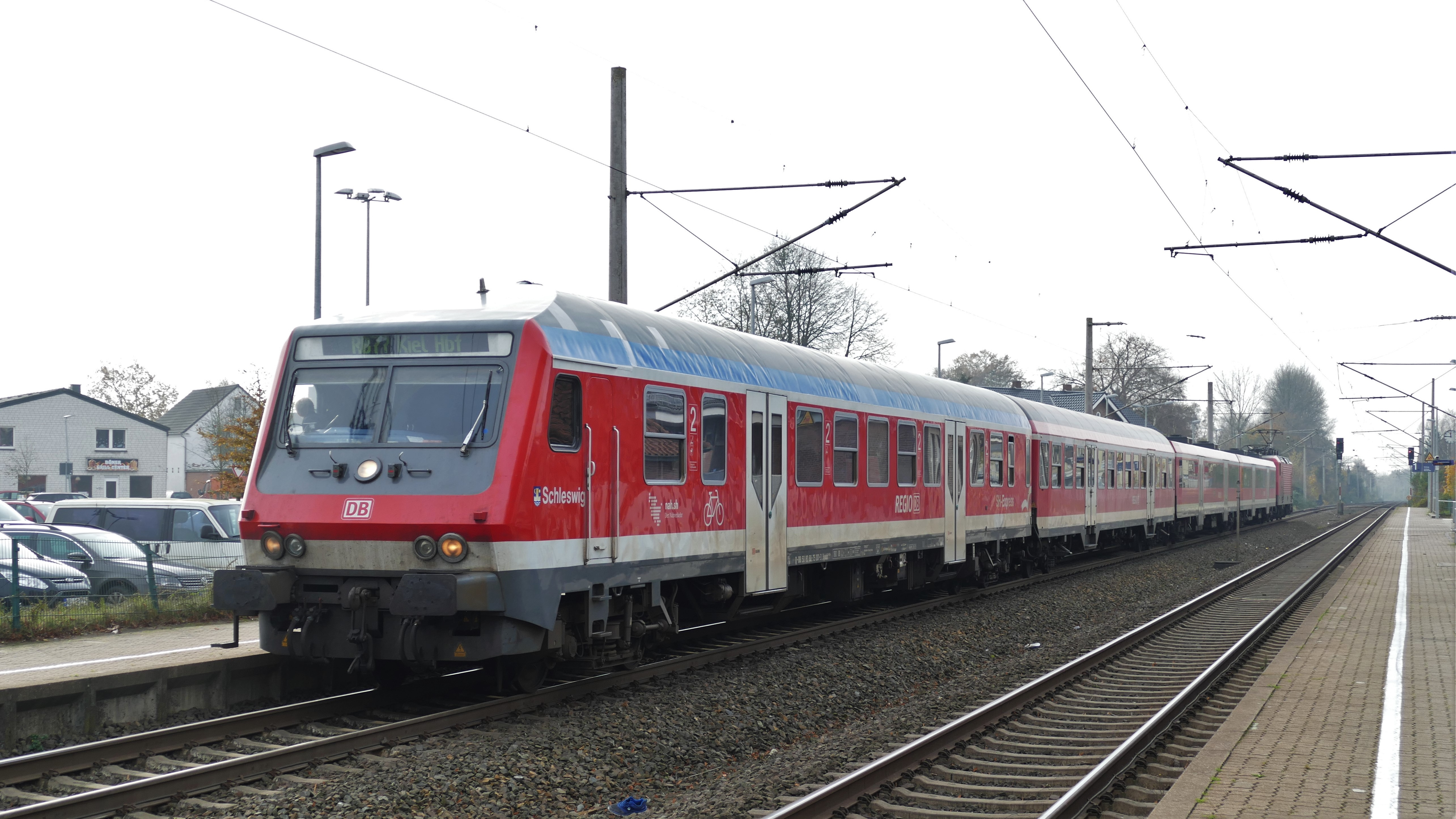
Ein Regionalzug der Regionalbahn Schleswig-Holstein im Bahnhof Bordesholm

Bordesholm ist über die gleichnamige Anschlussstelle (Nr. 11) an der Bundesautobahn 7 an das deutsche Fernstraßennetz angebunden. In entgegen gesetzter Richtung bindet sie den Verkehr an die nördlich der Dorflage in östliche Richtung vorbeiführende schleswig-holsteinische Landesstraße 49 an, die im Bereich der nördlichen Ortsumgehung von Bordesholm höhenfrei ausgebaut ist. Die Dorflage wird über die kreuzende Landesstraße 318 von Kiel nach Neumünster in Nord-Süd-Richtung durchquert.
Bordesholm hat einen Bahnhof an der Bahnstrecke Hamburg–Kiel. Der Bahnbetrieb erfolgt durch die Regionalexpress-Linien 7 und 70 in Richtung Hamburg Hauptbahnhof (über Neumünster) und Kiel Hauptbahnhof innerhalb des Nahverkehrsverbunds Schleswig-Holstein.

### Bildung
- Lindenschule (Grundschule), Schulstraße, 287 Schüler in 14 Klassen
- Hans-Brüggemann-Schule (Gemeinschaftsschule mit gymnasialer Oberstufe), Langenheisch, 689 Schüler in 31 Klassen

Schülerzahlen aus dem Schuljahr 2019/2020.
In Bordesholm befindet sich seit 1946 die Verwaltungsakademie Bordesholm.

### Sport
Der Fußballverein TSV Bordesholm spielt seit der Saison 2018/19 in der fünftklassigen Fußball-Oberliga Schleswig-Holstein. Die Heimspiele werden auf der Sportanlage Möhlenkamp (3500 Plätze) ausgetragen.

## Sehenswürdigkeiten

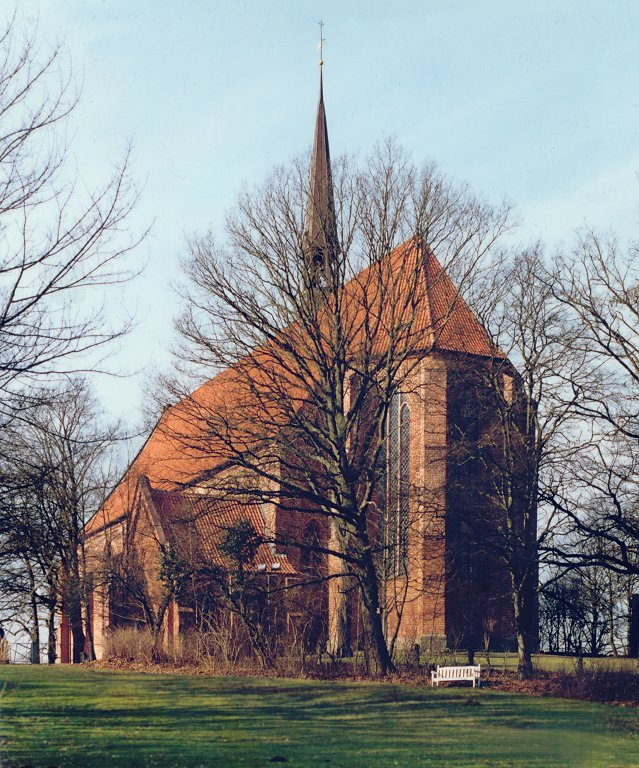
Klosterkirche Bordesholm

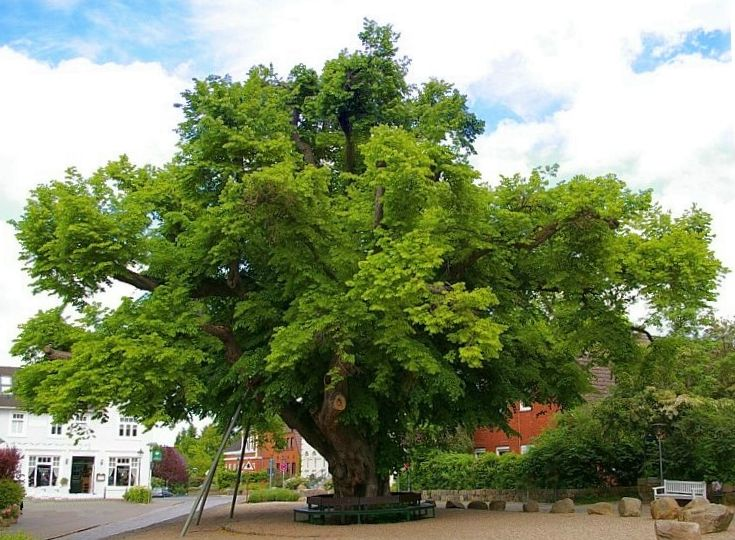
Bordesholmer Linde, Gerichtslinde (2008)

In der Liste der Kulturdenkmale in Bordesholm stehen die in der Denkmalliste des Landes Schleswig-Holstein eingetragenen Kulturdenkmale. Das Museum auf der Klosterinsel ist ein seit 1986 bestehendes Heimatmuseum und zeigt schriftliche und bildliche Dokumente aus Vergangenheit und Gegenwart des Bordesholmer Landes und aus dem alten Amt Bordesholm.

## Persönlichkeiten

### Söhne und Töchter der Gemeinde
- Johann Paul Mohr (1808–1843), deutsch-dänischer Landschaftsmaler
- Emil Kroymann (1865–1951), Altphilologe und Schulleiter des Gymnasiums Berlin-Steglitz
- Wilhelmine Kurfürst (1892–1945), deutsche Politikerin der SPD
- Otto Winkelmann (1894–1977), General der Polizei und SS-Obergruppenführer
- Heinrich Hamann (1908–1993), Polizist und SS-Hauptsturmführer
- Joachim Wege (* 1949), Landrat
- Ina-Lena Elwardt (* 1981 in Bordesholm), Handballspielerin

### Personen mit einem Bezug zu Bordesholm
- Hans Brüggemann (* 1480 in Walsrode, Lüneburger Heide; † 1540 in Husum), Bildhauer aus Norddeutschland
- Hans Heinrich Brüning (* 1848 in Hoffeld; † 1928 in Kiel), deutscher Ethnograph und Linguist
- Johann Garleff (* 1878 in Oldenburg; † 1976 in Bordesholm), Architekt
- Adolf Freiherr von Heintze (* 1864 in Berlin; † 1956 in Kiel), Landrat und Präsident des Raiffeisenverbandes
- Harald Karolczak (* 1933 in Hamburg; † 2014) niederdeutscher Autor
- Jürgen Koppelin (* 1945 in Wesselburen), FDP-Politiker, ging in Bordesholm zur Schule
- Andreas Laer van Deventer (* in Deventer, Niederlande; † 1502 in Bordesholm), Klosterpropst in Bordesholm
- Christian Graf von Reventlow (* 1807; † 1845 in Bordesholm), Amtmann und königlich-dänischer Kommissar
- Carl Hinrich Graf von Saldern-Günderoth (1739–1788), Bordesholmer Amtmann
- Heide Simonis (* 1943 in Bonn; † 2023 in Kiel), SPD-Politikerin, frühere Ministerpräsidentin von Schleswig-Holstein
- Ralf Stegner (* 1959 in Bad Dürkheim), SPD-Politiker, Wohnsitz und Bürgerbüro in Bordesholm
- Augusta Louise zu Stolberg-Stolberg (* 1753 in Bad Bramstedt; † 1835 in Kiel), Brieffreundin Goethes
- Eduard Völkel (* 1878 in Eckernförde; † 1957 in Bordesholm), Bischof von Schleswig
- Hans Wiesen (* 1936 in Braunschweig; † 2013 in Neumünster), früherer Landwirtschaftsminister von Schleswig-Holstein
- Arthur Zabel (* 1891 in Wittenberge an der Elbe; † 1954 in Heikendorf), Gewerkschaftssekretär